# Sainte-Marie-en-Chanois
Sainte-Marie-en-Chanois ist eine Gemeinde im französischen Département Haute-Saône in der Region Bourgogne-Franche-Comté.

## Geographie
Sainte-Marie-en-Chanois liegt auf einer Höhe von 355 m über dem Meeresspiegel, zehn Kilometer östlich von Luxeuil-les-Bains und etwa 36 Kilometer nordöstlich der Stadt Vesoul (Luftlinie). Das Dorf erstreckt sich im nordöstlichen Teil des Departements, in den westlichen Ausläufern der Vogesen, am nördlichen Rand der Talniederung des Breuchin.
Die Fläche des 4,79 km² großen Gemeindegebiets umfasst einen Abschnitt der von Tälern durchzogenen Plateaulandschaft am Westrand der Vogesen. Die südliche Grenze verläuft inmitten des Tals des Breuchin, der hier mit mehreren Windungen durch eine Alluvialniederung nach Westen fließt. Die Talaue liegt auf durchschnittlich 345 m und weist eine Breite von maximal zwei Kilometern auf. Sie wird landwirtschaftlich genutzt.
Vom Flusslauf erstreckt sich das Gemeindeareal nordwärts über die Talniederung, die Geländeterrasse von Sainte-Marie und über einen, überwiegend bewaldeten Steilhang bis auf die angrenzenden Höhen von Mont Larrey und Maimont (bis 515 m). Nördlich dieser Waldhöhe befindet sich das Tälchen des Ruisseau de Caignevoivre, eines kurzen Seitenbachs des Breuchin. Daran schließt sich eine Hochfläche mit mehreren Weihern meist glazialen Ursprungs an. Mit 572 m wird auf einer Kuppe beim Gehöft Bellefleur die höchste Erhebung von Sainte-Marie-en-Chanois erreicht. In geologisch-tektonischer Hinsicht sind die Höhen teils aus kristallinem Grundgestein, teils aus sandig-mergeligen Sedimenten des Lias aufgebaut. Auf den Hochflächen finden sich glaziale Ablagerungen aus dem Pleistozän. Das gesamte Gemeindegebiet gehört zum Regionalen Naturpark Ballons des Vosges.
Nachbargemeinden von Sainte-Marie-en-Chanois sind Saint-Bresson und Amont-et-Effreney im Norden, Faucogney-et-la-Mer und La Voivre im Osten, Les Fessey und La Proiselière-et-Langle im Süden sowie Amage im Westen.

## Geschichte
Erstmals urkundlich erwähnt wird Sainte-Marie im Jahr 1195. Im Mittelalter gehörte das Dorf zur Freigrafschaft Burgund und darin zum Gebiet des Bailliage d’Amont. Die lokale Herrschaft hatten die Herren von Faucogney inne. Zusammen mit der Franche-Comté gelangte das Dorf mit dem Frieden von Nimwegen 1678 definitiv an Frankreich. Seit 2017 ist Sainte-Marie-en-Chanois Mitglied des 16 Ortschaften umfassenden Gemeindeverbandes Communauté de communes du Pays de Luxeuil.

## Sehenswürdigkeiten
Die Kirche Sainte-Madeleine wurde um 1756 neu erbaut. Zur bemerkenswerten Ausstattung gehören Mobiliar und der reich geschnitzte Hochaltar aus dem 18. Jahrhundert sowie zwei Statuen (18. Jahrhundert) der Heiligen Magdalena und Kolumban in der Sakristei. Sehenswert sind auch die „Lanterne des Morts“ (16. Jahrhundert) und der oktogonale Brunnen mit Säule auf dem Dorfplatz. Die Kapelle Saint-Roch wurde 1636 westlich des Dorfes bei den Gräbern der Opfer einer Pestepidemie errichtet und im 19. Jahrhundert neu erbaut. Auf der Höhe nördlich des Ortes steht die Kapelle Saint-Colomban (19. Jahrhundert) bei einer Grotte, in der sich der heilige Kolumban im 6. Jahrhundert zeitweise aufgehalten haben soll.

Kirche Sainte-Madeleine
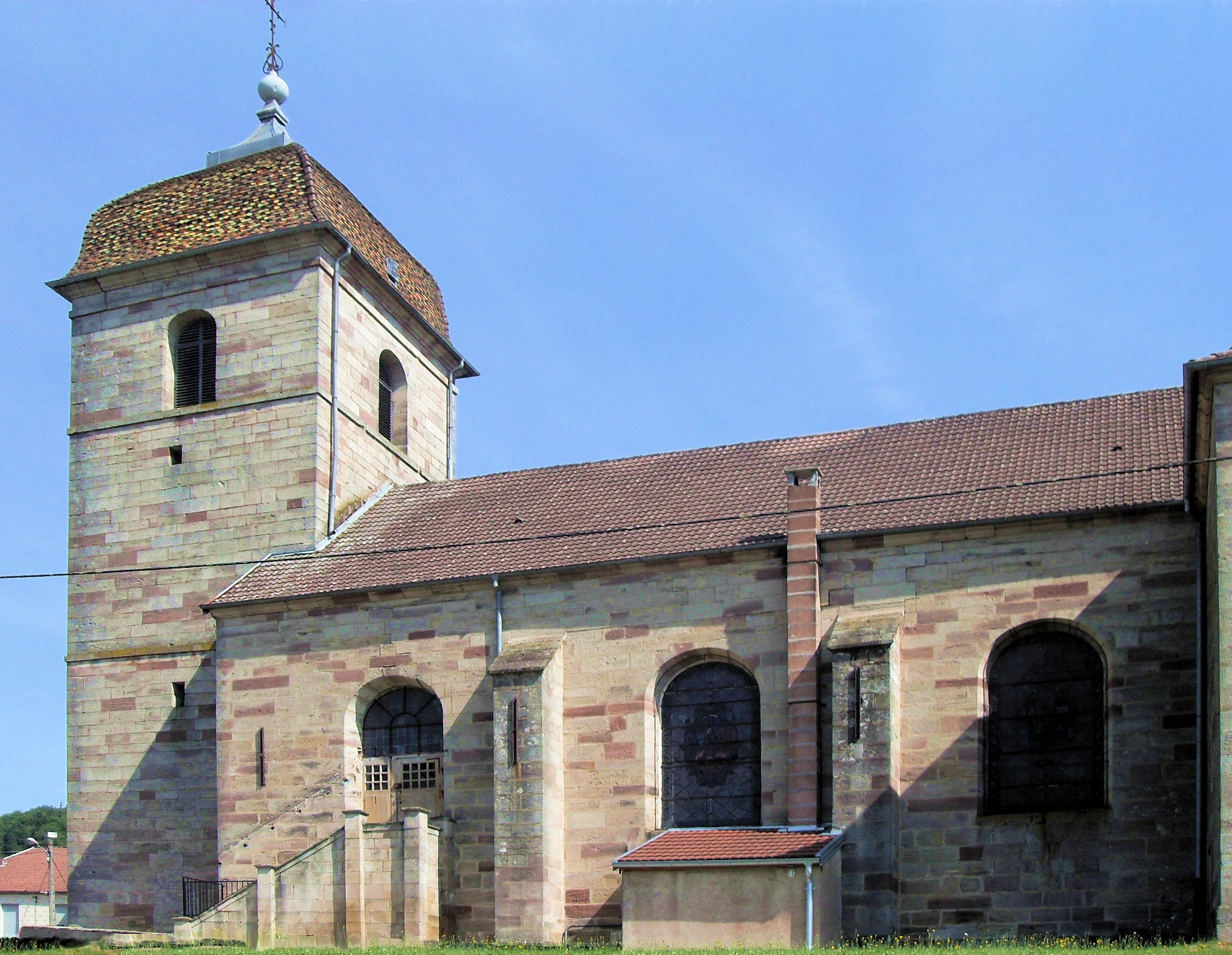
´Südseite
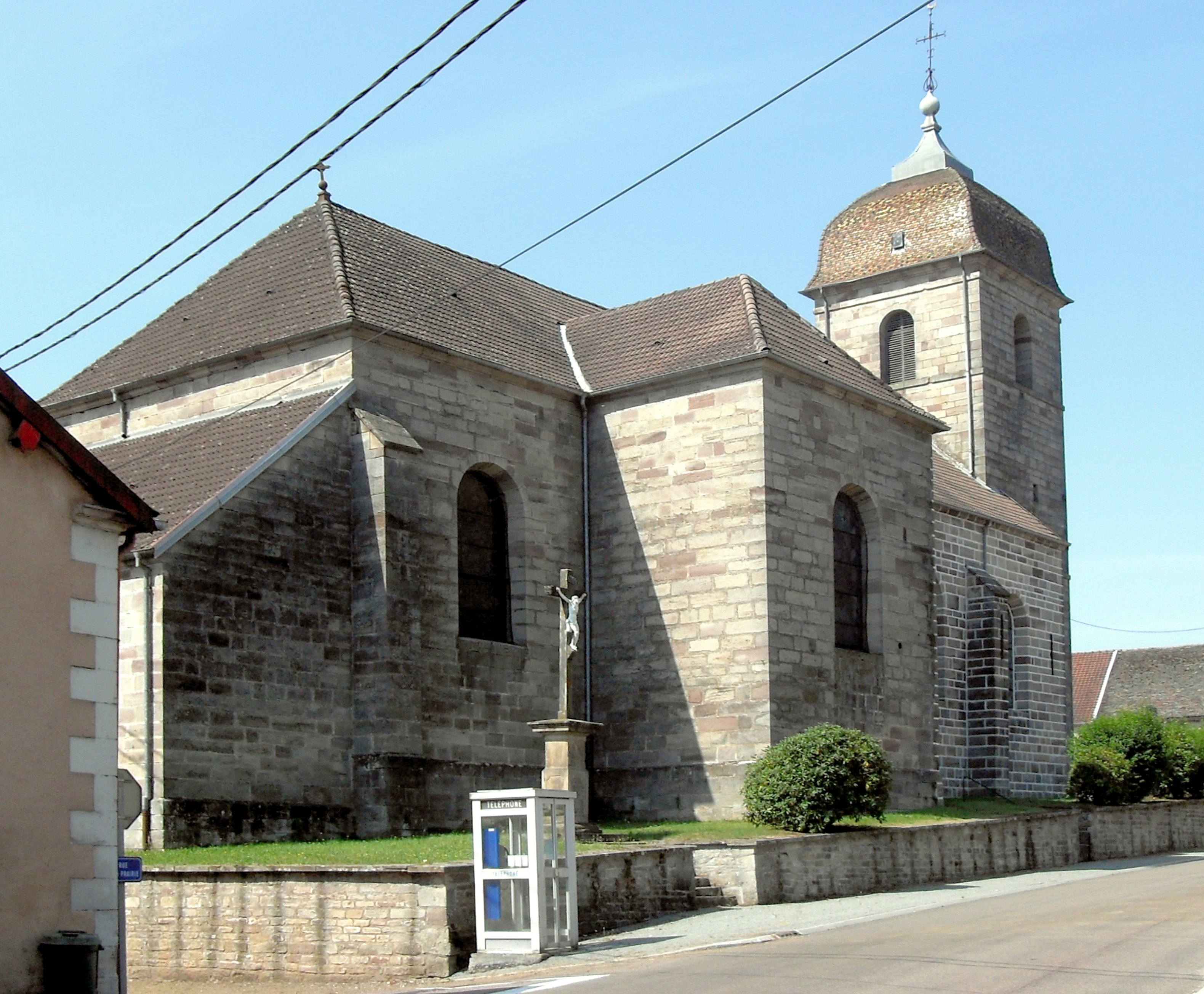
Nordostseite
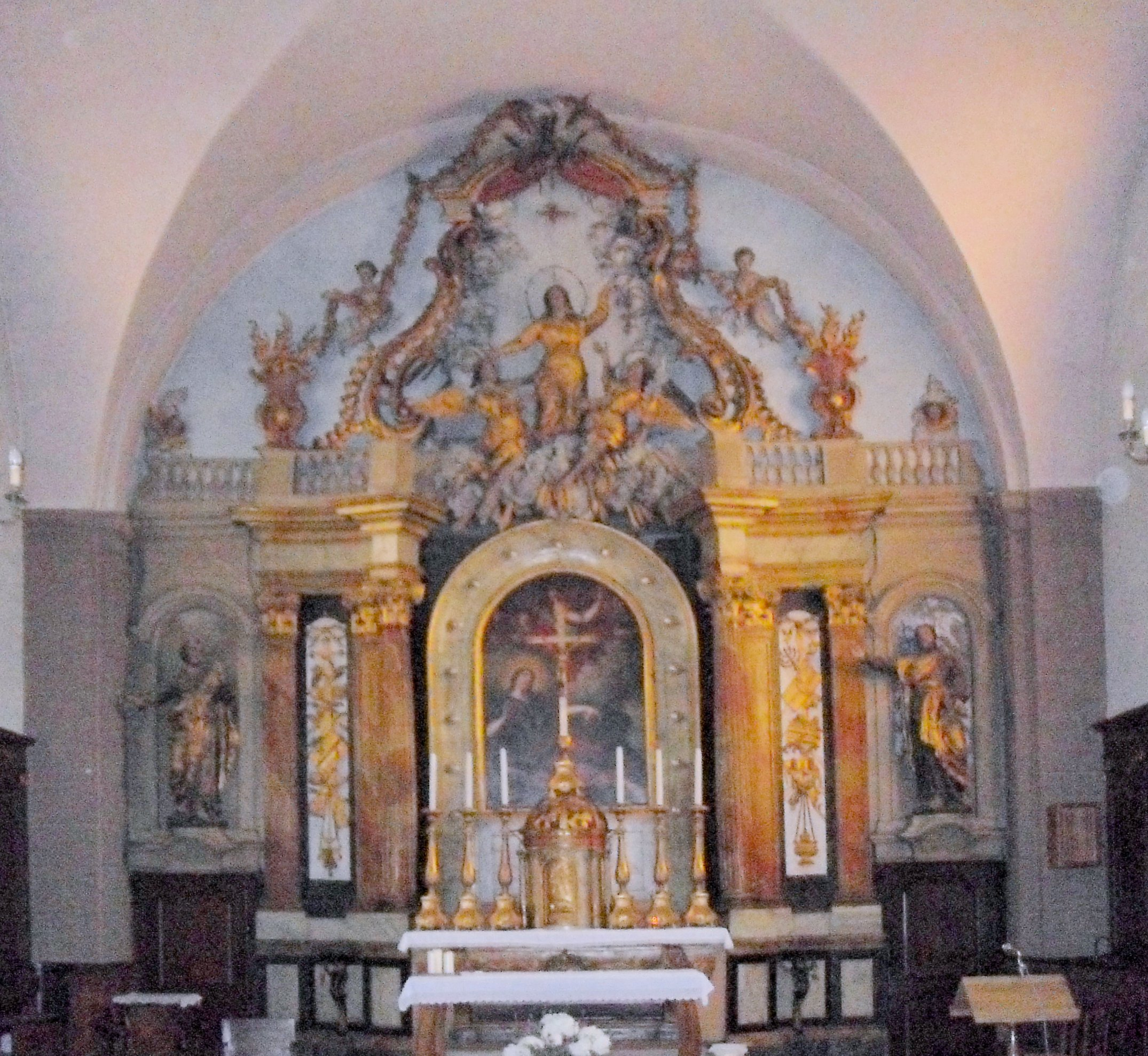
Innenansicht
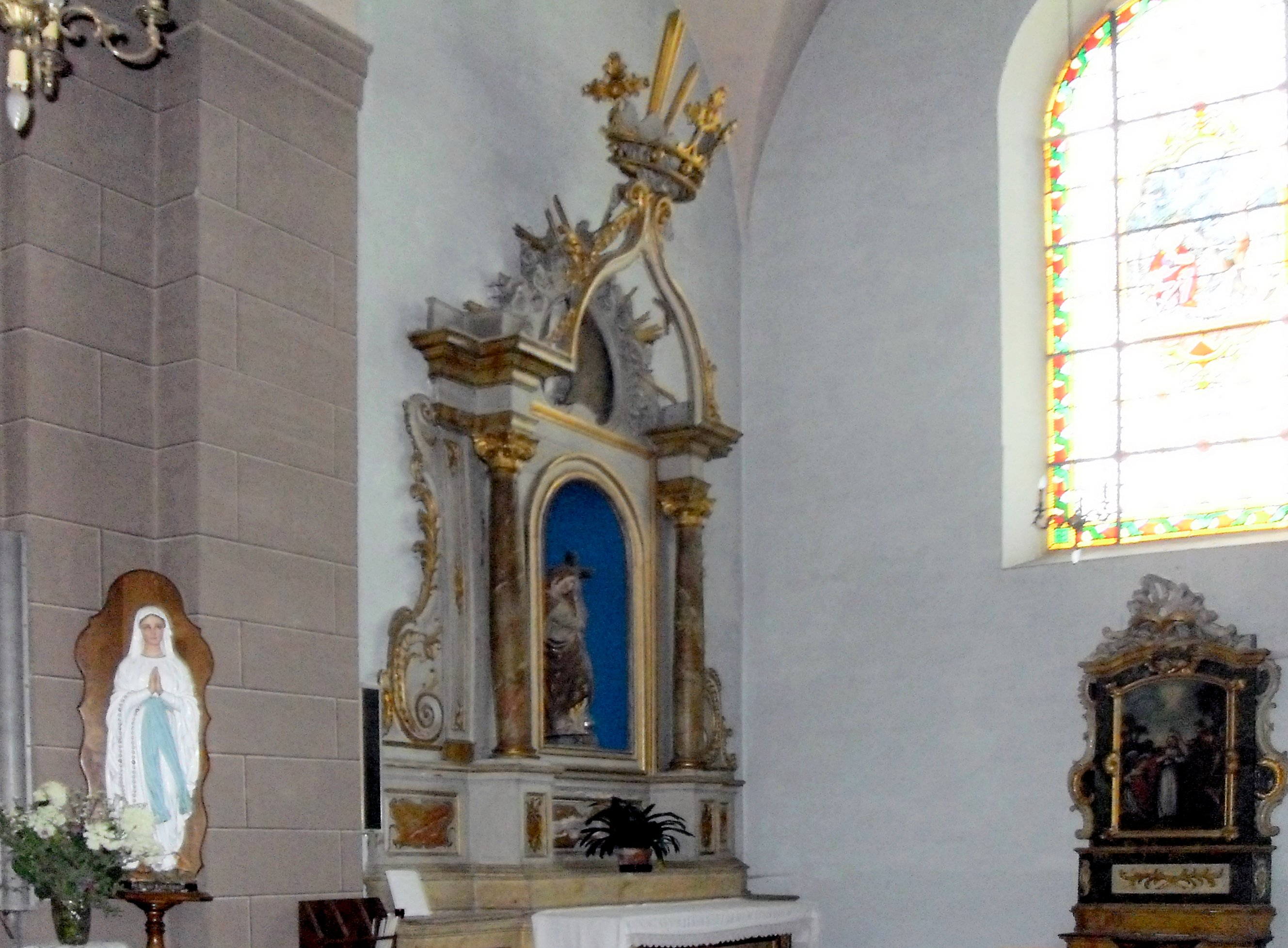
Seitenaltar

## Bevölkerung
Mit 209 Einwohnern (1. Januar 2022) gehört Sainte-Marie-en-Chanois zu den kleinen Gemeinden des Département Haute-Saône. Nachdem die Einwohnerzahl in der ersten Hälfte des 20. Jahrhunderts deutlich abgenommen hatte (1881 wurden noch 330 Personen gezählt), wurden seit Beginn der 1990er Jahre nur noch geringe Schwankungen verzeichnet.
| Jahr                       | 1962 | 1968 | 1975 | 1982 | 1990 | 1999 | 2006 |
| -------------------------- | ---- | ---- | ---- | ---- | ---- | ---- | ---- |
| Einwohner                  | 277  | 256  | 213  | 243  | 225  | 202  | 200  |
| Quellen: Cassini und INSEE |      |      |      |      |      |      |      |

## Wirtschaft und Infrastruktur
Sainte-Marie-en-Chanois war bis weit ins 20. Jahrhundert hinein ein vorwiegend durch die Landwirtschaft (Ackerbau, Obstbau und Viehzucht) und die Forstwirtschaft geprägtes Dorf. Heute gibt es einige Betriebe des lokalen Kleingewerbes, darunter Unternehmen der Kunststoffindustrie und der Holzverarbeitung. In den letzten Jahrzehnten hat sich das Dorf zu einer Wohngemeinde gewandelt. Viele Erwerbstätige sind deshalb Wegpendler, die in den größeren Ortschaften der Umgebung ihrer Arbeit nachgehen.
Die Ortschaft liegt abseits der größeren Durchgangsachsen an einer Départementsstraße, die von Luxeuil-les-Bains via Faucogney-et-la-Mer nach Rupt-sur-Moselle führt. Weitere Straßenverbindungen bestehen mit La Proiselière und Les Fessey.